# Body Count (jeu vidéo, Sega)
Pour les articles homonymes, voir Body Count.
Body Count est un jeu vidéo de tir au pistolet développé et édité par Sega en 1994. Initialement sorti sur borne d'arcade, le jeu est adapté sur Mega Drive par Probe Software.

## Système de jeu
Le joueur doit sauver la planète d'une invasion extra-terrestre, pour cela, il dispose d'une arme et doit nettoyer l'écran des aliens pour accéder à l'écran suivant.
En dehors de la manette, il est possible d'y jouer avec le pistolet optique Menacer, ou la souris Mega Mouse. Il suffit alors de viser-tirer, il n'y a pas de mouvement d'esquive.

## À noter
En 1994, Capstone Software a développé un Body Count sur PC (aussi appelé  Operation Body Count) ; il s'agit d'un jeu de tir à la première personne qui n'a aucun rapport avec le jeu de Sega.